# À
À, à (A с грависом) — буква расширенной латиницы, используемая во французском, португальском, итальянском, каталанском, вьетнамском, пиньине и ряде других алфавитов[каких?].

## Использование
В итальянском и каталанском языках обозначает ударную А. В португальском используется для обозначения красиса (стяжения). В ряде языков используется для различения омофонов. Например, во французском à — предлог «к», a — третье лицо единственного числа настоящего времени глагола «иметь»; в каталанском mà — «рука», ma — притяжательное местоимение «мой».
Во вьетнамской латинице и пиньине используется для обозначения нисходящего тона.